# Un corazón por la paz
Un corazón por la paz (en francés: Un coeur pour la paix) es una asociación francesa, que fue creada en 2005 por la doctora Muriel Haïm, para ayudar a los niños palestinos que padecen enfermedades cardíacas y para aproximar a los israelíes y a los palestinos, con varias acciones conjuntas en materia de asistencia sanitaria y educación.
Un corazón por la paz nació por un motivo: los niños palestinos que sufren malformaciones congénitas del corazón, necesitan ser operados, y no existe un servicio de cirugía cardíaca pediátrica ni en Cisjordania ni en la Franja de Gaza. Un corazón por la paz, se creó para organizar y financiar un programa de prevención y tratamiento infantil.
Aunque la paz entre ambos pueblos no se ha conseguido aún, estos niños son la prueba viviente de la cooperación entre los médicos israelíes y sus colegas palestinos, en Jerusalén y en Cisjordania. La cooperación sorprende a los visitantes, a los políticos y los periodistas, que vienen a descubrir el programa, que tiene lugar en el Hospital Hadassah de Jerusalén.
Un corazón por la paz, opera gratuitamente a los niños palestinos, que sufren malformaciones graves del corazón, a menudo mortales, en el Hospital Hadassah de Jerusalén, esto es posible, gracias a la cooperación de un equipo de médicos israelíes y palestinos que trabajan juntos.